# Bryków (rejon krzemieniecki)
Bryków (ukr. Бриків) – wieś na Ukrainie w rejonie krzemienieckim należącym do obwodu tarnopolskiego.